# 30 Seconds to Mars
30 Seconds to Mars er et amerikansk band, der spiller alternative rock og progressive rock. Bandet består af forsangeren Jared Leto, hans bror Shannon Leto og Tomo Miličević.

## Historie
I 2006 slog bandet igennem med sangen "From Yesterday", den eneste amerikanske musikvideo hvor hele musikvideoen er blevet filmet i Kina. Den kom ind på førstepladsen på den danske Boogie Liste, og blev på listen i alle 10 uger.
Deres første album udkom i 2002 og havde titlen 30 Seconds to Mars, som indeholder "Capricorn (A Brand New Name)" og "Edge of the Earth". I 2005 kom deres andet album, A Beautiful Lie, som indeholder hittene "The Kill", "From Yesterday", "Attack" og "A Beautiful Lie". Det var med dette album, de slog igennem i Danmark.
På A Beautiful Lie er der et covernummer af Björks nummer "Hunter".
Den 8. december 2009 udkom deres tredje album, This Is War, som består 12 sange samt et remix. Deres seneste album Love, Lust, Faith And Dreams kom i 2013, som blandt andet indeholder sangen "City of Angels" , der var en del af soudtracket til filmen Dallas Buyers Club, som Jared Leto medvirkede i.
30 Seconds to Mars bad echelon'er fra hele verden om at sende billeder ind af sig selv. 2000 af de billeder blev valgt og er blevet lavet om til 2000 unikke pladecovers.
I april 2024 udkom albummet Seasons og bandet spillede en koncert i KB Hallen i København d.6. oktober 2024. 

## Diskografi

### Studiealbum
- 30 Seconds to Mars (2002)
- A Beautiful Lie (2005)
- This Is War (2009)
- Love, Lust, Faith And Dreams (2013)
- America (2018)
- It's the End of the World but It's a Beautiful Day (2023)

## Bandmedlemmer
| Nuværende - Jared Leto – hovedvokal, guitars, bas, keyboard (1998–i dag) - Shannon Leto – trommer, percussion (1998–i dag) - Tomo Miličević – hovedguitar, bas, streng, keyboard, percussion, bagvokal (2003–i dag) Nuværende tourmedlemmer - Stephen Aiello – bas, keyboard, bagvokal (2013–i dag) | Tidligere - Solon Bixler – hovedguitar, keyboard, bagvokal (2001–2003) - Matt Wachter – bas, keyboard, bagvokal (2001–2007) Tidligere tourmedlemmer - Kevin Drake – rytmeguitar (2001–2002) - Tim Kelleher – bas, keyboard (2007–2010, 2011) - Matt McJunkins – bas (2011) - Braxton Olita – keyboard, guitar, bagvokal (2009–2011) |